# 아트지

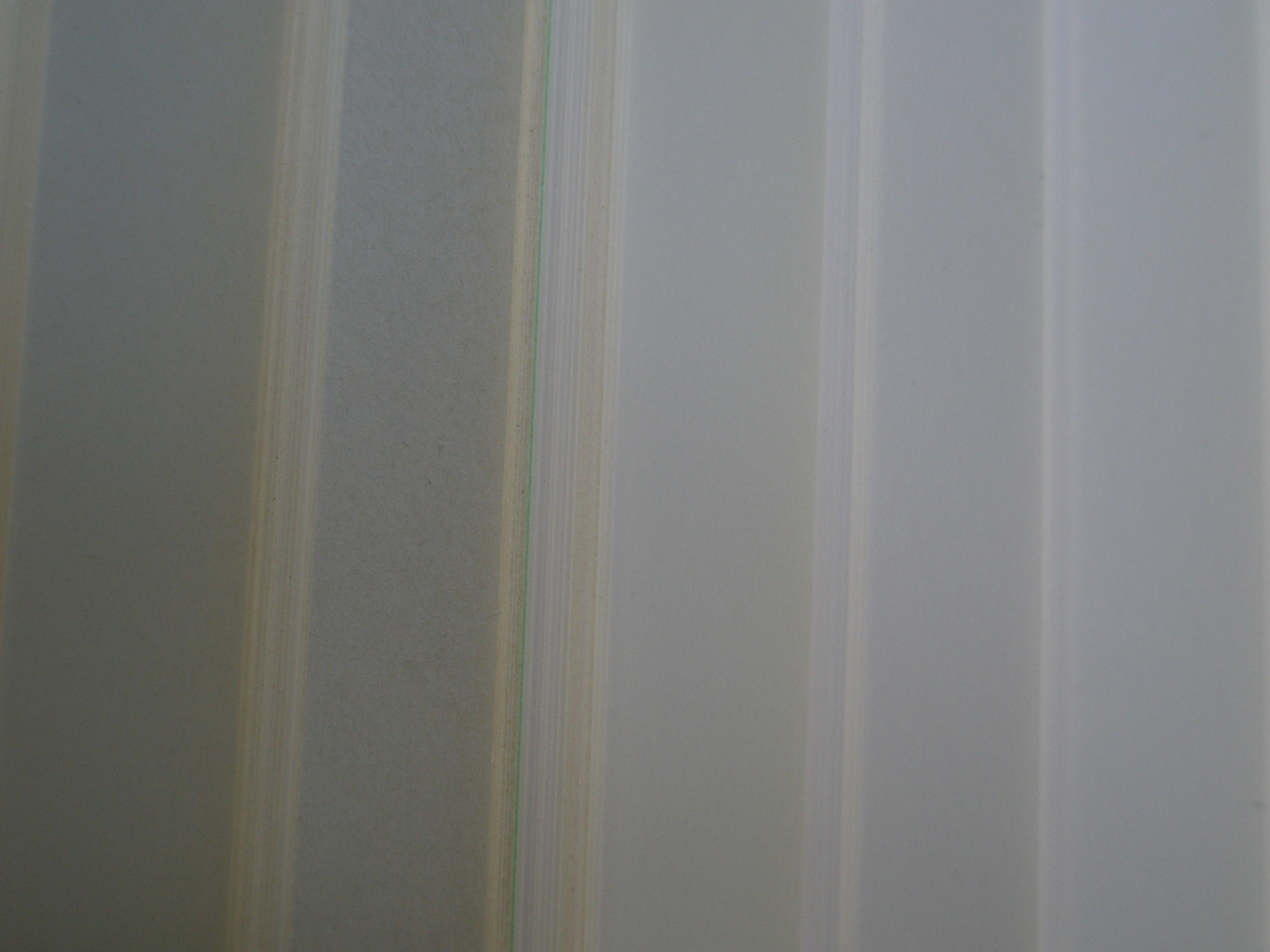

아트지는 고급단행본이나 미술서적 제작에 사용되는 고급광택용지를 말한다. 아트지라는 용어도 미술서적 제작에 사용되기 때문에 붙여진 이름이다. 포장 산업과 잡지 등에 쓰이는 고광택 인쇄를 위해 다양한 물질을 사용할 수 있는데 여기에는 고령석, 탄산 칼슘, 벤토나이트, 활석 등이 있다.

## 같이 보기
- 먹지
- 판지
- 초지기
- 제지술
- 트레이싱 페이퍼